# Kukkolanjärvi
Kukkolanjärvi este o arie protejată (arie de protecție specială avifaunistică — SPA) din Finlanda întinsă pe o suprafață de 47 ha, integral pe uscat.

## Localizare
Centrul sitului Kukkolanjärvi este situat la coordonatele 61°20′33″N 24°25′03″E / 61.3425°N 24.4175°E.

## Înființare
Situl Kukkolanjärvi a fost declarat arie de protecție specială avifaunistică în august 1998 pentru a proteja 25 de specii de animale.

## Biodiversitate
Situată în ecoregiunea boreală, aria protejată nu include niciun habitat protejat.
La baza desemnării sitului se află mai multe specii protejate de  păsări (25): lăcar mare (Acrocephalus arundinaceus), rață sulițar (Anas acuta), rață-cu-cap-castaniu (Aythya ferina), rața moțată (Aythya fuligula), Aythya marila, buhai de baltă (Botaurus stellaris), erete de stuf (Circus aeruginosus), lebădă de iarnă (Cygnus cygnus), cufundar polar (Gavia arctica), cocor (Grus grus), Hydrocoloeus minutus, sfrâncioc roșiatic (Lanius collurio), Larus fuscus fuscus, pescăruș râzător (Larus ridibundus), rață pestriță (Mareca strepera), Mergellus albellus, codobatura galbenă (Motacilla flava), vultur pescar (Pandion haliaetus), corcodel-urechiat (Podiceps auritus), corcodel-cu-gât-roșu (Podiceps grisegena), cresteț pestriț (Porzana porzana), Spatula clypeata, rață cârâitoare (Spatula querquedula), chiră de baltă (Sterna hirundo), fluierar de mlaștină (Tringa glareola).
Pe lângă speciile protejate, pe teritoriul sitului au mai fost identificate 1 specie de amfibieni, 1 specie de mamifere, 1 specie de nevertebrate.